# Cimetière de Joigny
Le cimetière de Joigny est le cimetière de la commune de Joigny dans l'Yonne. Il est situé boulevard Lesire-Lacam, à l'est de la ville historique et comprend 1 444 concessions.

## Histoire
Un premier cimetière mérovingien est documenté à l’emplacement de l’église Saint-Jean. En 1080, le comte Geoffroy donne le monopole des enterrements au prieuré Notre-Dame qui correspond à l'emplacement de la place Saint-André actuelle. En 1578, le cimetière paroissial de l'église Saint-Thibault ouvre le long du côté Sud de l'église et ferme en 1771.
Le cimetière actuel date de 1855. Il est agrandi sous la Troisième République, puis dans les années 1960. Il comprend un carré militaire avec le monument aux morts de la caserne des Dragons et celui de 1870 (bataille d'Esnon le 18 novembre 1870). Il est en forme d'obélisque de 2,85 mètres de hauteur. Le cimetière abrite aussi la sépulture d'un soldat prussien de 1870, et de dix-neuf soldats allemands de 1870 entourée d'une grille et récemment un jardin du souvenir et des ossuaires, ainsi qu'un carré musulman.

## Personnalités
- Marie-Jeanne Cernesson, une des premières femmes pilotes de France, morte en vol en 1911,
- Paul Herbin (1890-1951), résistant[2],
- Jacques Laplaine dit Lap (1921-1987), dessinateur humoristique,
- Bruno Pradal (1949-1992), comédien[3].
- Caveau de la famille Piochard de La Bruslerie.